# United States Army Air Forces

Rekryteringsposter.

United States Army Air Forces (USAAF), var namnet på det amerikanska arméflygvapnet som existerade mellan 20 juni 1942 och den 18 september 1947. 
Arméflygvapnet blev en helt fristående försvarsgren från USA:s armé (United States Army) 1947, och heter sedan dess USA:s flygvapen (United States Air Force).

## Tillkomst
United States Army Air Corps ombildades den 20 juni 1941 till United States Army Air Force och blev 1942 en av arméns tre huvudkomponenter (de andra två var markstridskrafterna och underhållsstridsskrafterna). När attacken mot Pearl Harbor inträffade 7 december 1941, öppnades ögonen för flygstridskrafternas förkrossande verkningsmöjligheter. I mars året därpå korrigerades det nya namnet till pluralis, U.S. Army Air Forces, då nya organisationen i själva verket bestod av 16 stycken numrerade flygvapen, Air Forces. 

## Storlek
| Flygflottiljer i USAAF 1941-1944 |        |                                |
| December                         | Totalt | Varav utanför kontinentala USA |
| 1941                             | 67     | 49                             |
| 1942                             | 169    | 69                             |
| 1943                             | 269    | 135                            |
| 1944                             | 242    | 214                            |
| Källa:                           |        |                                |

Under andra världskriget steg USAAF:s personalstyrka från 300 000 man till cirka 2,5 miljoner fördelat på 240 flygflottiljer (Groups) och 16 flygarméer (Numbered Air Forces). Samtidigt producerade den amerikanska flygindustrin 303 218 flygplan som tillfördes USAAF och dess allierade. USAAF förlorade 65 200 krigsflygplan i flygstrider eller haverier under krigsåren. När kriget var över reducerades personalstyrkorna väsentligt och en stor del av flygplanen skrotades eller såldes. När omorganisationen var klar återstod cirka 300 000 man fördelat på femtiotvå flottiljer, varav två räknades som stridsdugliga.

## Organisation

### Flygande förband
De flygande förbanden i USAAF bestod av följande förbandstyper med det antal flygplan de normalt var tilldelade i början av kriget.
- Numbered Air Force (flygarmé)
- Command (flygfördelning) bestod av 2-4 flygeskadrar med 400 till 1000 flygplan under befäl av en generalmajor.
- Wing (flygeskader) bestod av 2-4 flygflottiljer med 100 till 200 flygplan under befäl av en brigadgeneral.
- Group (flygflottilj) bestod av 2-4 divisioner med 30 till 50 flygplan under befäl av en överste .
- Squadron (flygdivision) bestod av 2 eller 3 flyggrupper med 12 till 15 flygplan under befäl av en major eller överstelöjtnant.
- Flight (flyggrupp) bestod av 3 eller 4 flygplan under befäl av en kapten.

### Flygarméer

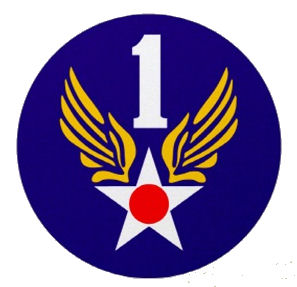
First Air Force Nordöstra USA (hemorten)
Second Air Force Nordvästra USA (hemorten)
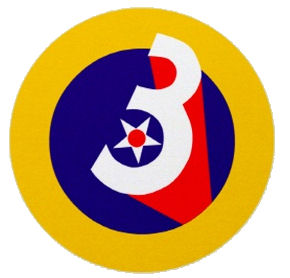
Third Air Force SoSydöstra USA (hemorten)
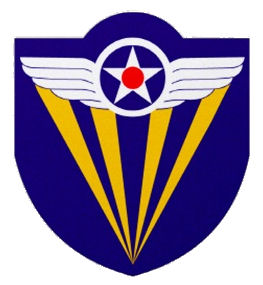
Fourth Air Force Västra USA (hemorten)
Fifth Air Force Filippinerna Australien Sydvästra Stillahavet
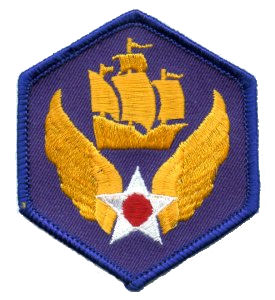
Sixth Air Force Karibien Panama Sydamerika
Seventh Air Force Hawaii Centrala Stillahavet
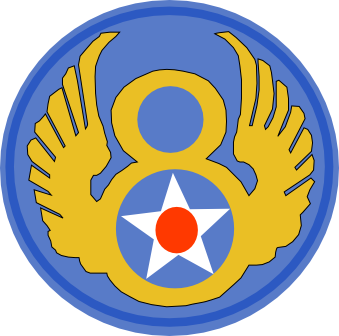
Eighth Air Force Europa
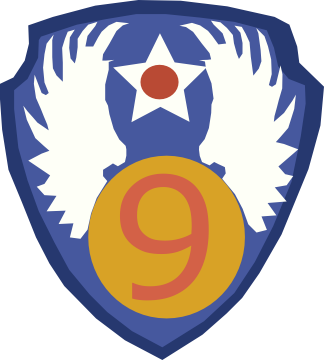
Ninth Air Force Mellanöstern Nordafrika Europa
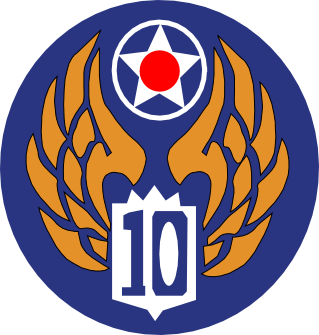
Tenth Air Force Indien Burma
Eleventh Air Force Alaska
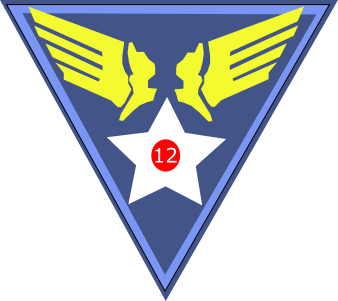
Twelfth Air Force Nordafrika Medelhavs- området
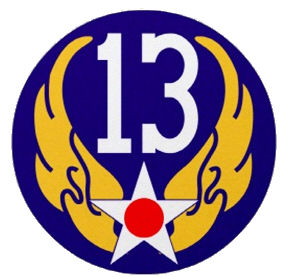
Thirteenth Air Force Södra Stillahavet
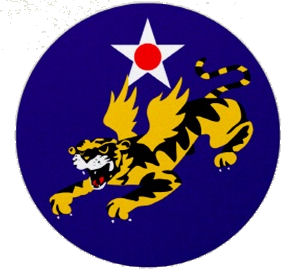
Fourteenth Air Force Kina
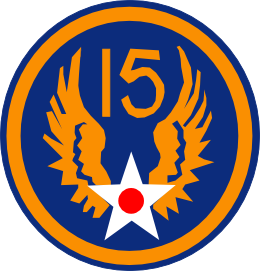
Fifteenth Air Force Medelhavs- området
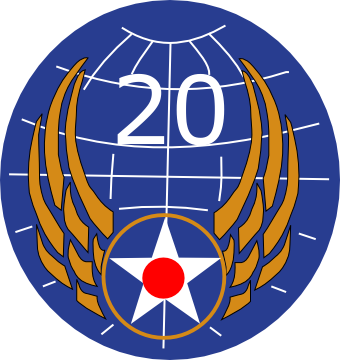
Twentieth Air Force Indien/Kina Marianeröarna

### Typer av flottiljer
| Flottilj                 | Viktigaste flygplanstyp | Flygplan | Personal | Varav flygande |
| ------------------------ | ----------------------- | -------- | -------- | -------------- |
| Mycket tung bombflottilj | B-29                    | 45       | 2078     | 660            |
| Tung bombflottilj        | B-17 B-24               | 72       | 2261     | 960            |
| Medeltung bombflottilj   | B-25 B-26               | 96       | 1759     | 538            |
| Lätt bombflottilj        | A-20 A-26               | 96       | 1304     | 336            |
| Jaktflottilj             | P-40 P-47 P-51          | 111-126  | 994      | 108-126        |
| Tung jaktflottilj        | P-38                    | 111-126  | 1081     | 108-126        |
| Källa:                   |                         |          |          |                |

## Personal
När USAAF var som störts omfattade dess officerskår 335 000 personer. Av dessa tillhörde 281 000 US Army Air Corps, medan de övriga tillhörde själavårdspersonalen, kemiska trupperna, ingenjörstrupperna, kassakåren, fältläkarkåren, militärpolisen, tygkåren, intendenturkåren, signalkåren och andra truppslag och personalkårer. Underofficerare och manskap uppgick till två miljoner personer. Av dessa tillhörde 1,6 miljoner US Army Air Corps, medan 400 000 tillhörde andra truppslag och personalkårer inom USA:s armé. Av dessa tillhörde 112 000 signaltrupperna, 100 000 ingenjörstrupperna, 68 000 sjukvårdstrupperna och lika många intendenturtrupperna. Tvåtusen officerare och 18 000 underofficerare och soldater var kvinnor. Åttahundra officerare och 144 000 underofficerare och soldater var afroamerikaner.
| Personalstyrka i USAAF 1941-1945 |                        |                    |
| År                               | Antal militär personal | Andel av U.S. Army |
| 1941                             | 152 000                | 10 %               |
| 1942                             | 765 000                | 25 %               |
| 1943                             | 2 200 000              | 31 %               |
| 1944                             | 2 300 000              | 30 %               |
| 1945                             | 2 300 000              | 24 %               |
| Källa:                           |                        |                    |

| Officerskårens fördelning på tjänstegrenar juni 1944 |                  |
| Tjänstegren                                          | Antal officerare |
| Flygförare                                           | 131 000          |
| Bombfällare                                          | 18 000           |
| Navigatörer                                          | 24 000           |
| Övrig flygande personal                              | 193              |
| Administration                                       | 25 000           |
| Tygmaterieltjänst                                    | 6 500            |
| Sambandstjänst                                       | 13 000           |
| Teknisk tjänst                                       | 17 000           |
| Operativ planering                                   | 11 000           |
| Underhållstjänst                                     | 14 000           |
| Övrigt                                               | 53 500           |
| Källa:                                               |                  |

Av personalen var det 40 000 som stupade eller dog av andra orsaker, 18 000 som blev sårade och evakuerade, 64 000 som saknades, blev krigsfångar eller internerades i neutrala länder. De flesta förlusterna ägde rum under operationer riktade mot Nazityskland; 30 000 döda, 13 000 sårade och evakuerade, 51 000 saknade, tillgångatagna eller internerade.

## Flygande materiel
Under kriget producerades 296 000 militära flygplan i USA samt i Kanada av amerikanskfinansierad tillverkning. Av dessa tillfördes 159 000 flygplan till USAAF, 74 000 till USA:s flotta, 3 700 till övriga försvarsgrenar, 39 000 till det Brittiska imperiet, 15 000 till Sovjetunionen, 1 200 till Kina och 4 900 till andra länder. USAAF förlorade sammanlagt 42 000 flygplan; 23 000 var stridsförluster och 13 000 resultatet av olyckor; 20 000 stridsförluster inträffade i Europa och medelhavsområdet.

## Operationer

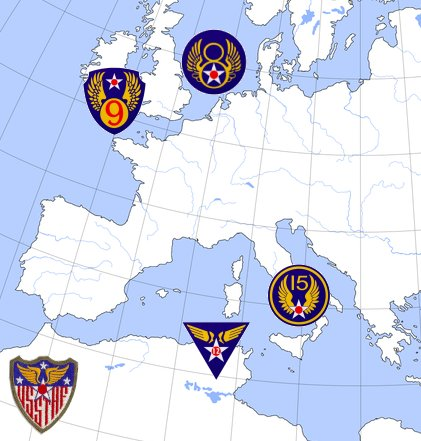
USAAF operationsområden i Europa 1944-1945.

Under kriget flög USAAF 2 362 800 stridsuppdrag. Av dessa var 1 693 565 riktade mot Nazityskland och dess allierade, och 669 235 riktade mot Japan. Närmare åtta miljoner bomber fälldes, varav över sex miljoner sprängbomber fälldes mot Nazityskland eller dess allierade. Totalt fälldes två miljoner ton bomber av USAAF under kriget. 1,5 miljoner ton bomber fälldes mot Nazityskland, dess allierade och de tyskockuperade länderna. Av dessa fälldes 641 000 ton mot Tyskland, 339 000 ton mot Frankrike, 76 000 ton mot Österrike, 1 500 ton mot Norge och 60 ton mot Danmark. De viktigaste målen i Europa och medelhavsområdet var bangårdar (315 000 ton), oljeinstallationer (126 000 ton), flygbaser och flygfält (118 000 ton), järnvägar, vägar och broar (71 000 ton), specifika industriella mål i övrigt (70 000 ton), militära installationer (70 000 ton), flygplansfabriker (59 000 ton), armétaktiska mål (57 000 ton), stadsområden (48 000 ton), varv och utbåtsbaser (37 000 ton), kommunikationsinstallationer i övrigt (37 000 ton) och diverse mål (35 000 ton) samt bomber släppta mot oidentifierade mål och för att undgå haverier (55 000 ton). I Europa om medelhavsområdet förstörde USAAF under kriget 30 000 fientliga flygplan. Under markstriderna i Europa efter invasionen av Normandie förstörde USAAF 54 000 fientliga motorfordon, 4 500 pansarfordon och stridsvagnar, 5 700 lokomotiv, 43 000 järnvägsvagnar, 360 broar, 770 fartyg och pråmar samt 6 300 anspända fordon.

## Avveckling
Den 26 juli 1947 undertecknade USA:s president Harry S. Truman National Security Act of 1947 som innebar att AAF gjordes till en självständig försvarsgren inom USA:s försvarsdepartementet den 18 september 1947, under ledning av flygvapenministern (Secretary of the Air Force).

## Chefer för US Army Air Forces
- 1941-1946 General Henry Arnold
- 1946-1947 General Carl Spaatz

USA:s flygvapenstabschef ersatte därefter befattningen som befälhavande general.